# Zyuzicosa
Zyuzicosa is een geslacht van spinnen uit de familie wolfspinnen (Lycosidae).

## Soorten
De volgende soorten zijn bij het geslacht ingedeeld:
- Zyuzicosa afghana (Roewer, 1960)
- Zyuzicosa baisunica Logunov, 2010
- Zyuzicosa fulviventris (Kroneberg, 1875)
- Zyuzicosa gigantea Logunov, 2010
- Zyuzicosa laetabunda (Spassky, 1941)
- Zyuzicosa turlanica Logunov, 2010
- Zyuzicosa uzbekistanica Logunov, 2010
- Zyuzicosa zeravshanica Logunov, 2010